# Tetragnatha fletcheri
Tetragnatha fletcheri là một loài nhện trong họ Tetragnathidae.
Loài này thuộc chi Tetragnatha. Tetragnatha fletcheri được miêu tả năm 1921 bởi Gravely.